# 澳大利亚唱片业协会
澳大利亚唱片业协会（Australian Recording Industry Association，简称ARIA）是澳大利亚唱片工业的行业组织，在1983年由六大主要唱片公司（EMI、Festival唱片公司、CBS、RCA、WEA、环球唱片）共同成立，取代了1956年成立的澳大利亚唱片制造商协会（Association of Australian Record Manufacturers）。该协会负责监督音乐授权、版税的收集、管理和分配。
协会下有逾百名成员，包括一些由1到5人运营的小厂牌、中等組織以及十分庞大的跨國公司。澳大利亚唱片业协会由来自各唱片公司的高级执行人员组成的理事委员会管理。自2009年3月，理事为Ed St John（主席）、Denis Handlin、George Ash、Mark Poston、Sebastian Chase以及David Vodica。

## 专辑认证
认证奖依照单曲和专辑想零售商的发货量，而非销售量/顾客购买量。
- 35,000个单位：金唱片
- 70,000个单位：白金唱片